# Atlas II

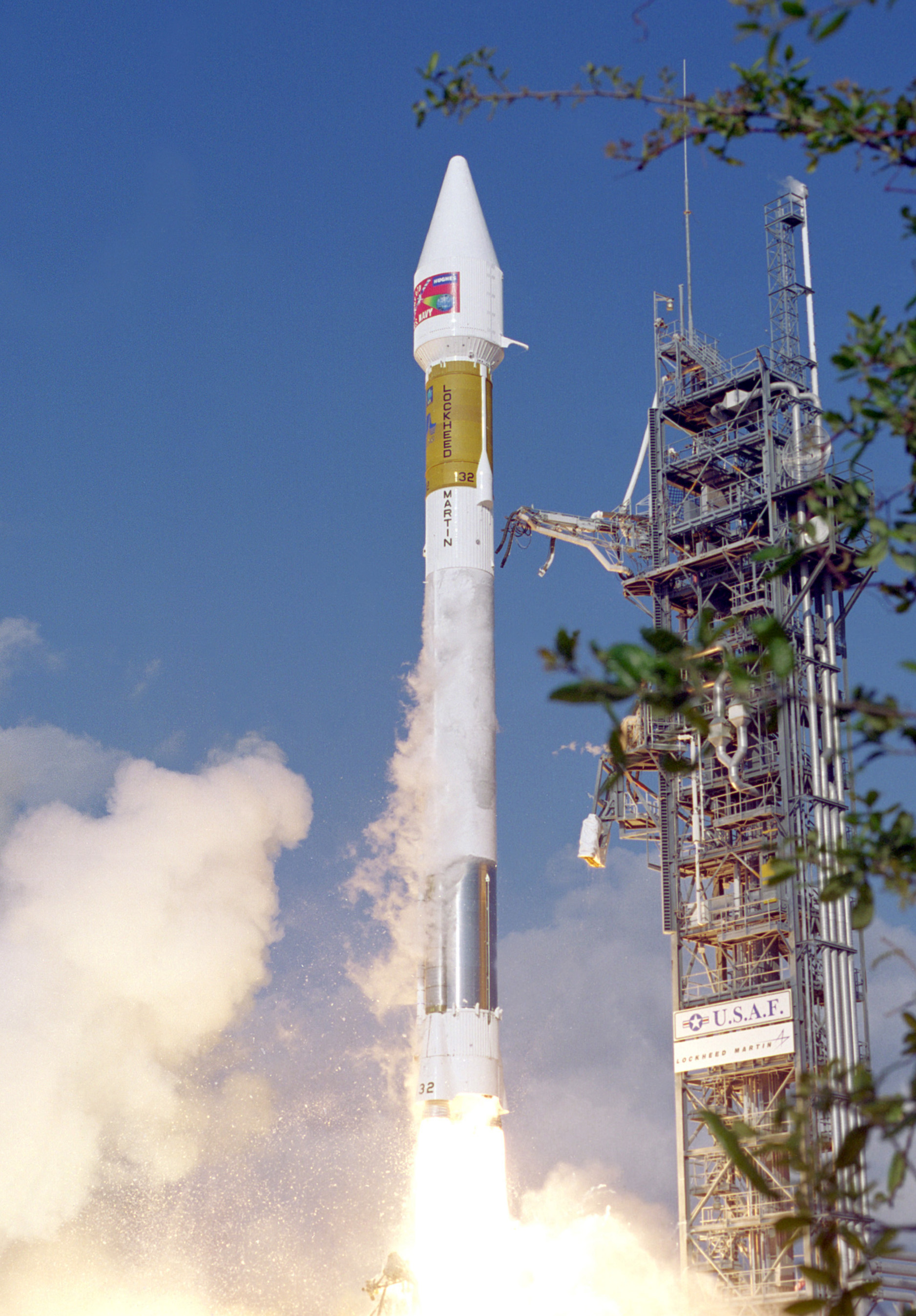
Start rakiety Atlas IIA

Atlas II – seria rakiet nośnych Atlas, wykorzystywana w latach 1991–2004 na potrzeby zarówno wojska USA, jak i do startów komercyjnych. Uważana była za jedną z najbardziej niezawodnych rakiet nośnych. 

## Modele
Na serię rakiet Atlas II składały się 3 modele:
- Atlas II – 10 startów, 1 komercyjny, 9 na potrzeby wojska.
- Atlas IIA – 23 starty, głównie komercyjne.
- Atlas IIAS – najmocniejszy wariant, wykorzystywał dodatkowo 4 silniki Castor 4A, 30 startów.

## Starty

### Atlas II
1. 7 grudnia 1991, 22:47 GMT; s/n AC-102; miejsce startu: Cape Canaveral Air Force Station (SLC-36B), USA
Ładunek: Eutelsat 2F3; Uwagi: start udany
2. 11 lutego 1992, 00:41 GMT; s/n AC-101; miejsce startu: Cape Canaveral Air Force Station (SLC-36A), USA
Ładunek: USA-78 (DSCS 3B-14); Uwagi: start udany
3. 2 lipca 1992, 21:54 GMT; s/n AC-103; miejsce startu: Cape Canaveral Air Force Station (SLC-36A), USA
Ładunek: USA-82 (DSCS 3B-12); Uwagi: start udany
4. 19 lipca 1993, 22:04 GMT; s/n AC-104; miejsce startu: Cape Canaveral Air Force Station (SLC-36A), USA
Ładunek: USA-93 (DSCS-3B-9); Uwagi: start udany
5. 28 listopada 1993, 23:40 GMT; s/n AC-106; miejsce startu: Cape Canaveral Air Force Station (SLC-36A), USA
Ładunek: USA-97 (DSCS 3B-10); Uwagi: start udany
6. 29 stycznia 1995, 01:25 GMT; s/n AC-112; miejsce startu: Cape Canaveral Air Force Station (SLC-36A), USA
Ładunek: USA-108 (UHF F/O F4); Uwagi: start udany
7. 31 maja 1995, 15:27 GMT; s/n AC-116; miejsce startu: Cape Canaveral Air Force Station (SLC-36A), USA
Ładunek: USA-111 (UHF F/O F5-EHF); Uwagi: start udany
8. 22 października 1995, 08:00 GMT; s/n AC-119; miejsce startu: Cape Canaveral Air Force Station (SLC-36A), USA
Ładunek: USA-114 (UHF E/O F6-EHF); Uwagi: start udany
9. 25 lipca 1996, 12:42 GMT; s/n AC-125; miejsce startu:Cape Canaveral Air Force Station (SLC-36A), USA
Ładunek: USA-127 (UHF F/O F7-EHF); Uwagi: start udany
10. 16 marca 1998, 21:32 GMT; s/n AC-132; miejsce startu: Cape Canaveral Air Force Station (SLC-36A), USA
Ładunek: USA-138 (UHF F/O F8-EHF); Uwagi: start udany

### Atlas IIA
1. 10 czerwca 1992, 00:00 GMT; s/n AC-105; miejsce startu: Cape Canaveral Air Force Station (SLC-36B), USA
Ładunek: Intelsat K; Uwagi: start udany
2. 3 sierpnia 1994, 23:57 GMT; s/n AC-107; miejsce startu: Cape Canaveral Air Force Station (SLC-36A), USA
Ładunek: DBS 2; Uwagi: start udany
3. 29 listopada 1994, 10:21 GMT; s/n AC-110; miejsce startu: Cape Canaveral Air Force Station (SLC-36A), USA
Ładunek: Orion 1; Uwagi: start udany
4. 7 kwietnia 1995, 23:47 GMT; s/n AC-114; miejsce startu: Cape Canaveral Air Force Station (SLC-36A), USA
Ładunek: AMSC-1; Uwagi: start udany
5. 31 lipca 1995, 23:30 GMT; s/n AC-118; miejsce startu: Cape Canaveral Air Force Station (SLC-36A), USA
Ładunek: USA-113 (DSCS 3B-7); Uwagi: start udany
6. 15 grudnia 1995, 00:23 GMT; s/n AC-120; miejsce startu: Cape Canaveral Air Force Station (SLC-36A), USA
Ładunek: Galaxy 3R; Uwagi: start udany
7. 3 kwietnia 1996, 23:01 GMT; s/n AC-122; miejsce startu: Cape Canaveral Air Force Station (SLC-36A), USA
Ładunek: Inmarsat 3 F1; Uwagi: start udany
8. 8 września 1996, 21:49 GMT; s/n AC-123; miejsce startu: Cape Canaveral Air Force Station (SLC-36B), USA
Ładunek: GE-1; Uwagi: start udany
9. 21 listopada 1996, 20:47 GMT; s/n AC-124; miejsce startu:Cape Canaveral Air Force Station (SLC-36A), USA
Ładunek: Hot Bird 2; Uwagi: start udany
10. 18 grudnia 1996, 01:57 GMT; s/n AC-129; miejsce startu: Cape Canaveral Air Force Station (SLC-36B), USA
Ładunek: Inmarsat 3 F3; Uwagi: start udany
11. 8 marca 1997, 06:01 GMT; s/n AC-128; miejsce startu: Cape Canaveral Air Force Station (SLC-36A), USA
Ładunek: Tempo 2; Uwagi: start udany
12. 25 października 1997, 00:46 GMT; s/n AC-131; miejsce startu: Cape Canaveral Air Force Station (SLC-36A), USA
Ładunek: USA-135, Falcon Gold; Uwagi: start udany
13. 29 stycznia 1998, 18:37 GMT; s/n AC-109; miejsce startu: Cape Canaveral Air Force Station (SLC-36A), USA
Ładunek: USA-137 (NROL-5/CAPRICORN); Uwagi: start udany
14. 9 października 1998, 22:50 GMT; s/n AC-134; miejsce startu: Cape Canaveral Air Force Station (SLC-36B), USA
Ładunek: Hot Bird 5; Uwagi: start udany
15. 20 października 1998, 07:19 GMT; s/n AC-130; miejsce startu: Cape Canaveral Air Force Station (SLC-36A), USA
Ładunek: USA-140 (UHF F/0 F9); Uwagi: start udany
16. 23 listopada 1999, 04:06 GMT; s/n AC-136; miejsce startu: Cape Canaveral Air Force Station (SLC-36B), USA
Ładunek: USA-146 (UHF F/O F10); Uwagi: start udany
17. 21 stycznia 2000, 01:03 GMT; s/n AC-138; miejsce startu: Cape Canaveral Air Force Station (SLC-36A), USA
Ładunek: USA-148 (DSCS 3B-8); Uwagi: start udany
18. 3 maja 2000, 07:07 GMT; s/n AC-137; miejsce startu: Cape Canaveral Air Force Station (SLC-36A), USA
Ładunek: GOES 11; Uwagi: start udany
19. 30 czerwca 2000, 12:56 GMT; s/n AC-139; miejsce startu: Cape Canaveral Air Force Station (SLC-36A), USA
Ładunek: TDRS 8; Uwagi: start udany
20. 20 października 2000, 00:40 GMT; s/n AC-140; miejsce startu: Cape Canaveral Air Force Station (SLC-36A), USA
Ładunek: USA-153 (DSCS 3B-11); Uwagi: start udany
21. 23 lipca 2001, 07:23 GMT; s/n AC-142; miejsce startu: Cape Canaveral Air Force Station (SLC-36A), USA
Ładunek: GOES 12; Uwagi: start udany
22. 8 marca 2002, 22:59 GMT; s/n AC-143; miejsce startu: Cape Canaveral Air Force Station (SLC-36A), USA
Ładunek: TDRS 9; Uwagi: start udany
23. 5 grudnia 2002, 02:42 GMT; s/n AC-144; miejsce startu: Cape Canaveral Air Force Station(SLC-36A), USA
Ładunek: TDRS 10; Uwagi: start udany

### Atlas IIAS
1. 16 grudnia 1993, 00:38 GMT; s/n AC-108; miejsce startu: Cape Canaveral Air Force Station (SLC-36B), USA
Ładunek: Telstar 401; Uwagi: start udany
2. 6 października 1994, 06:35 GMT; s/n AC-111; miejsce startu: Cape Canaveral Air Force Station (SLC-36B), USA
Ładunek: Intelsat 703; Uwagi: start udany
3. 10 stycznia 1995, 06:18 GMT; s/n AC-113; miejsce startu: Cape Canaveral Air Force Station (SLC-36B), USA
Ładunek: Intelsat 704; Uwagi: start udany
4. 22 marca 1995, 06:18 GMT; s/n AC-115; miejsce startu: Cape Canaveral Air Force Station (SLC-36B), USA
Ładunek: Intelsat 705; Uwagi: start udany
5. 29 sierpnia 1995, 00:53 GMT; s/n AC-117; miejsce startu: Cape Canaveral Air Force Station (SLC-36B), USA
Ładunek: JCSAT 3; Uwagi: start udany
6. 2 grudnia 1995, 08:08 GMT; s/n AC-121; miejsce startu: Cape Canaveral Air Force Station (SLC-36B), USA
Ładunek: SOHO; Uwagi: start udany
7. 1 lutego 1996, 01:15 GMT; s/n AC-126; miejsce startu: Cape Canaveral Air Force Station (SLC-36B), USA
Ładunek: Palapa C-1; Uwagi: start udany
8. 17 lutego 1997, 01:42 GMT; s/n AC-127; miejsce startu: Cape Canaveral Air Force Station (SLC-36B), USA
Ładunek: JCSAT 4; Uwagi: start udany
9. 28 lipca 1997, 01:15 GMT; s/n AC-133; miejsce startu:Cape Canaveral Air Force Station (SLC-36B), USA
Ładunek: Superbird C; Uwagi: start udany
10. 4 września 1997, 12:03 GMT; s/n AC-146; miejsce startu: Cape Canaveral Air Force Station (SLC-36A), USA
Ładunek: GE-3; Uwagi: start udany
11. 5 października 1997, 21:01 GMT; s/n AC-135; miejsce startu: Cape Canaveral Air Force Station (SLC-36B), USA
Ładunek: Echostar 3; Uwagi: start udany
12. 8 grudnia 1997, 23:52 GMT; s/n AC-149; miejsce startu: Cape Canaveral Air Force Station (SLC-36B), USA
Ładunek: Galaxy 8i; Uwagi: start udany
13. 28 lutego 1998, 00:21 GMT; s/n AC-151; miejsce startu: Cape Canaveral Air Force Station (SLC-36B), USA
Ładunek: Intelsat 806; Uwagi: start udany
14. 18 czerwca 1998, 22:48 GMT; s/n AC-153; miejsce startu: Cape Canaveral Air Force Station (SLC-36A), USA
Ładunek: Intelsat 805; Uwagi: start udany
15. 16 lutego 1999, 01:45 GMT; s/n AC-152; miejsce startu: Cape Canaveral Air Force Station (SLC-36A), USA
Ładunek: JCSAT 6; Uwagi: start udany
16. 12 kwietnia 1999, 22:50 GMT; s/n AC-154; miejsce startu: Cape Canaveral Air Force Station (SLC-36A), USA
Ładunek: Eutelsat W3; Uwagi: start udany
17. 23 września 1999, 06:02 GMT; s/n AC-155; miejsce startu: Cape Canaveral Air Force Station (SLC-36A), USA
Ładunek: Echostar 5; Uwagi: start udany
18. 18 grudnia 1999, 18:57 GMT; s/n AC-141; miejsce startu: Vandenberg Air Force Base (SLC-3E), USA
Ładunek: Terra; Uwagi: start udany
19. 3 lutego 2000, 23:30 GMT; s/n AC-158; miejsce startu: Cape Canaveral Air Force Station (SLC-36B), USA
Ładunek: Hispasat 1C; Uwagi: start udany
20. 14 lipca 2000, 05:41 GMT; s/n AC-161; miejsce startu: Cape Canaveral Air Force Station (SLC-36B), USA
Ładunek: Echostar 6; Uwagi: start udany
21. 6 grudnia 2000, 02:47 GMT; s/n AC-157; miejsce startu: Cape Canaveral Air Force Station (SLC-36A), USA
Ładunek: USA-155 (NROL-10); Uwagi: start udany
22. 19 czerwca 2001, 04:41 GMT; s/n AC-156; miejsce startu: Cape Canaveral Air Force Station (SLC-36B), USA
Ładunek: ICO F-2; Uwagi: start udany
23. 8 września 2001, 15:25 GMT; s/n AC-160; miejsce startu: Vandenberg Air Force Base (SLC-3E), USA
Ładunek: USA-160 (NROL-13); Uwagi: start udany
24. 11 października 2001, 02:32 GMT; s/n AC-162; miejsce startu: Cape Canaveral Air Force Station (SLC-36B), USA
Ładunek: USA-162 (NROL-12); Uwagi: start udany
25. 18 września 2002, 22:04 GMT; s/n AC-159; miejsce startu: Cape Canaveral Air Force Station (SLC-36A), USA
Ładunek: Hispasat 1D; Uwagi: start udany
26. 2 grudnia 2003, 10:04 GMT; s/n AC-164; miejsce startu: Vandenberg Air Force Base (SLC-3E), USA
Ładunek: USA-173 (NROL-18); Uwagi: start udany
27. 5 lutego 2004, 23:46 GMT; s/n AC-165; miejsce startu: Cape Canaveral Air Force Station (SLC-36A), USA
Ładunek: AMC-10 (GE-10); Uwagi: start udany
28. 16 kwietnia 2004, 00:45 GMT; s/n AC-163; miejsce startu: Cape Canaveral Air Force Station (SLC-36A), USA
Ładunek: Superbird 6; Uwagi: start udany
29. 19 maja 2004, 22:22 GMT; s/n AC-166; miejsce startu: Cape Canaveral Air Force Station (SLC-36B), USA
Ładunek: AMC-11 (GE-11); Uwagi: start udany
30. 31 sierpnia 2004, 23:17 GMT; s/n AC-167; miejsce startu: Cape Canaveral Air Force Station (SLC-36A), USA
Ładunek: USA-179 (NROL-1); Uwagi: start udany

## Rozwój technologiczny

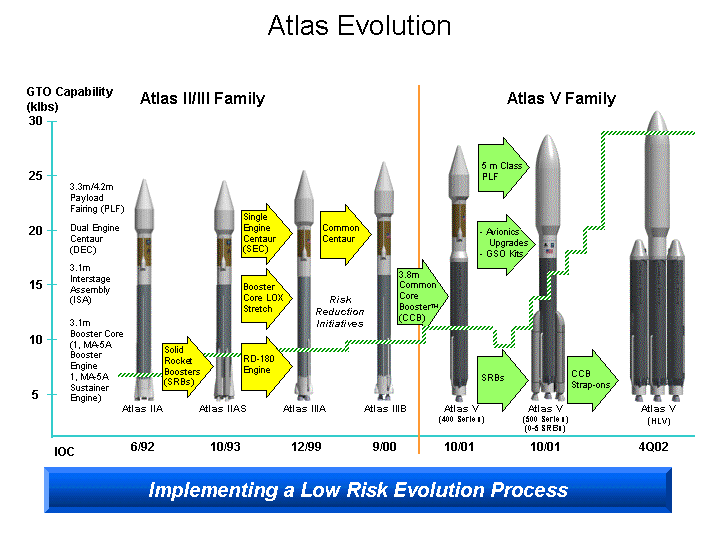
Ewolucja rakiet Atlas

Rakiety Atlas II były ostatnimi rakietami tej serii wykorzystującymi technologię „dwuipółstopniową”. Późniejsze rakiety Atlas III i Atlas V wykorzystywały zamiast zastosowanych w rakietach Atlas II 3 silników serii RS-56 (w tym 2 odłączanych) 1 dwukomorowy silnik RD-180 produkowany przez rosyjskie przedsiębiorstwo NPO Energomasz. Dodatkowo Atlas V ma zmienioną konstrukcję pierwszego członu na CCB.